# Burcei
Burcei (sardinsky: Brucèi) je italská obec (comune) v provincii Sud Sardegna v regionu Sardinie. Nachází se ve výšce 648 metrů nad mořem a má přibližně 2 600 obyvatel. Rozloha obce je 94,85 km².